# 庭井
庭井（にわい）は、大阪府大阪市住吉区にある町名。現行行政地名は庭井一丁目および庭井二丁目。

## 地理
住吉区の南東部に位置し、西と北に苅田、東に東住吉区公園南矢田、南に堺市北区と接している。

### 河川
- 大和川

## 歴史

### 沿革
1981年（昭和56年）、大阪市住吉区苅田町1 - 11丁目・庭井町・我孫子町の各一部より、庭井1 - 2丁目成立。

## 世帯数と人口
2024年（令和6年）9月30日現在の世帯数と人口は以下の通りである。
| 丁目       | 世帯数    | 人口    |
| ---------- | --------- | ------- |
| 庭井一丁目 | 541世帯   | 1,007人 |
| 庭井二丁目 | 723世帯   | 1,367人 |
| 計         | 1,264世帯 | 2,374人 |

### 人口の変遷
国勢調査による人口の推移。
| 1995年（平成7年）  | 2,686人 | [ 6 ]  |  |
| 2000年（平成12年） | 2,751人 | [ 7 ]  |  |
| 2005年（平成17年） | 2,512人 | [ 8 ]  |  |
| 2010年（平成22年） | 2,434人 | [ 9 ]  |  |
| 2015年（平成27年） | 2,293人 | [ 10 ] |  |
| 2020年（令和2年）  | 2,266人 | [ 11 ] |  |

### 世帯数の変遷
国勢調査による世帯数の推移。
| 1995年（平成7年）  | 1,040世帯 | [ 6 ]  |  |
| 2000年（平成12年） | 1,116世帯 | [ 7 ]  |  |
| 2005年（平成17年） | 1,033世帯 | [ 8 ]  |  |
| 2010年（平成22年） | 1,027世帯 | [ 9 ]  |  |
| 2015年（平成27年） | 1,014世帯 | [ 10 ] |  |
| 2020年（令和2年）  | 1,096世帯 | [ 11 ] |  |

## 学区
市立小・中学校に通う場合、学区は以下の通りとなる。なお、小学校・中学校入学時に学校選択制度を導入しており、通学区域以外に住吉区の小学校・中学校から選択することも可能。
| 丁目       | 番   | 小学校               | 中学校                 |
| ---------- | ---- | -------------------- | ---------------------- |
| 庭井一丁目 | 全域 | 大阪市立苅田南小学校 | 大阪市立我孫子南中学校 |
| 庭井二丁目 | 全域 | 大阪市立苅田南小学校 | 大阪市立我孫子南中学校 |

## 事業所
2021年（令和3年）現在の経済センサス調査による事業所数と従業員数は以下の通りである。
| 丁目       | 事業所数 | 従業員数 |
| ---------- | -------- | -------- |
| 庭井一丁目 | 13事業所 | 49人     |
| 庭井二丁目 | 11事業所 | 100人    |
| 計         | 24事業所 | 149人    |

## 施設
- 大阪府立阪南高等学校
- 大依羅神社

## その他

### 日本郵便
- 〒558-0012[3]（集配局：住吉郵便局[15]）